# Raggruppamento Frecce Rosse
Raggruppamento Frecce Rosse (Grupa Czerwone Strzały) – kolaboracyjna formacja zbrojna włoskiej armii złożona z Hindusów, Arabów i Afrykańczyków podczas II wojny światowej.
Od maja do lipca 1942 r. w ramach włoskiej armii sformowano formację zbrojną pod nazwą Raggruppamento Centri Militari złożoną głównie z jeńców wojennych z armii brytyjskiej pochodzących z krajów arabskich, Indii oraz północnej i wschodniej Afryki. Byli to Hindusi, Arabowie, Sudańczycy, Tunezyjczycy. Kadra oficerska i podoficerska była włoska. Formacja składała się z trzech pododdziałów:
- T Centro (Tunezyjczycy), przekształcone w Battaglione d'Assalto Tunisia,
- A Centro (Arabowie i Sudańczycy), przekształcone w Gruppo Italo-Arabo,
- I Centro (Hindusi), przekształcone w Battaglione Azad Hindostan.

Liczyła ogółem ok. 1,2 tys. żołnierzy, w tym ok. 400 Hindusów i ok. 200 Arabów. Na jej czele stanął płk Massimo Invrea de Stato. W późniejszym okresie niewielką liczbę Tunezyjczyków i Hindusów wysłano do Włoch w celu przejścia szkolenia w szkole spadochronowej w miejscowości Tarquinia. W sierpniu 1942 r. formację przemianowano na Raggruppamento Frecce Rosse. Po klęsce wojsk niemiecko-włoskich pod El Alamein na przełomie października i listopada 1942 r., Hindusi i Arabowie stracili motywację do walki, dlatego zostali rozbrojeni. Ostatecznie aż do kapitulacji wojsk Osi w północnej Afryce w maju 1943 r. walczyli jedynie Tunezyjczycy w ramach Batalionu Szturmowego Tunisia w składzie 1 Dywizji Piechoty "Superga".